# Флаг муниципального округа Царицыно
Флаг муниципального округа Цари́цыно в Южном административном округе города Москвы Российской Федерации — опознавательно-правовой знак, служащий официальным символом муниципального образования.
Ныне действующий флаг утверждён 19 февраля 2020 года и внесён в Государственный геральдический регистр Российской Федерации с присвоением регистрационного номера 12903.

## Описание
«Прямоугольное двухстороннее полотнище пурпурного цвета с отношением ширины к длине 2:3 на котором воспроизведены фигуры из герба муниципального округа Царицыно, исполненные в белом цвете».
Описание герба: «В пурпурном поле вверху — большая императорская корона (без лент), внизу — стрельчатая арка между двумя круглыми башнями без зубцов, каждая из которых имеет сквозное круглое окно; арка вровень с башнями, но выше их увенчана балюстрадой между двумя обелисками; внутри арки — виноградная гроздь с листьями и обломком лозы; все фигуры серебряные».

## Обоснование символики
Царицыно — историческая территория, которая расположена на юге Москвы. Первое летописное упоминание об этой местности относится к 1589 году. За свою историю главное поселение этого района несколько раз меняло своё название: пустошь Черногрязная — с 1589 года; деревня Чёрная Грязь — до 1683—1684 годов; село Богородское — после 1684 года; снова село Чёрная Грязь — 1712 год; Царицыно — с 1775 года, Ленино — с 28 сентября 1918 года по август 1991 года.
Интересна история Царицына и в годы Советской власти. В 1927 году в районном центре Ленино проживало 5 тысяч жителей. В 1939 году Ленино получил официальный статус рабочего посёлка, в котором уже проживало 16 тысяч человек. В 1960 году районный центр Ленино Московской области был присоединен к городу Москве.
С 1968 года Ленино входит в Красногвардейский район города Москвы. После административной реформы, проведенной в Москве в 1991 году прежние районы, были упразднены и образованы административные округа, в том числе и Южный административный округ, в границах которого в 1995 году и был создан район Царицыно. В 2003 году в территориальных границах района создан ещё и муниципальный округ под тем же названием, что и район.
История Царицыно неразрывно связана с именем великой императрицы Екатерины, которая приобрела эту местность в 1775 году у князя Дмитрия Кантемира и поручила построить в честь очень выгодного для России Кучук-Кайнарджийского мирного договора с Турцией дворцовый комплекс с дворцово-пейзажным парком. Государыня, собиравшаяся устроить здесь свою подмосковную резиденцию, переименовала село Чёрная Грязь в село Царицыно, которое стало центром Царицынской волости.
Возведение усадьбы было поручено зодчему В. И. Баженову. За десять лет, с 1775 по 1785 годы, здесь под его руководством возвели в основном сохранившийся до сих пор дворцовый комплекс Царицыно, в который тогда входили дворцы Екатерины и Павла, Малый дворец, Кухонный корпус, Камер-юнгферский и Кавалерский корпуса, управительский дом и другие здания, а также ворота в сад. Одновременно велись работы по устройству парка, реконструкции прудов, строительству Царицынской и Шипиловской плотин с мельницей, оранжерей.
Однако, посетив в 1785 году Царицыно, Екатерина II осталась недовольна работой В. И. Баженова, и он был отстранён от работ. Дальнейшее строительство царской резиденции было поручено М. Ф. Казакову. Это строительство к 1796 году практически завершилось, однако со смертью Екатерины II все работы в Царицыне прекращаются. Постепенно дворцовый ансамбль начал приходить в упадок и запустение.
В 2004 году музей-заповедник был передан в ведение города Москвы и в сентябре 2005 года в музее-заповеднике Царицыно, развернулись масштабные работы по восстановлению Большого дворца и реконструкции дворцово-паркового ансамбля.
В 2007 году, на День города Москвы, состоялось официальное открытие реконструированного дворцового комплекса, в том числе восстановленного Большого Царицынского дворца. Парк, сразу же ставший популярным местом отдыха и прогулок, по просьбам горожан с ноября 2007 года работает круглосуточно.
В настоящее время территория музея-заповедника «Царицыно» входит в границы муниципального округа Царицыно, на что аллегорически указывает пурпурный цвет полотнища флага, а также расположенная в его верхней части белая большая императорская корона.
Белая стрельчатая арка между двумя круглыми мурованными башнями без зубцов, аллегорически указывает на дворцово-парковый ансамбль располагающийся на территории муниципального округа Царицыно.
Изображение арки дополняет виноградная гроздь, символика которой многозначна — виноград, как библейский символ, аллегорически напоминает райский сад и тем отличает дворцово-парковый комплекс Царицыно, обозначая его в качестве резиденции императора — помазанника Божия.
Примененные во флаге цвета символизируют:
пурпурный цвет (пурпур) — символ достоинства, благочестия, умеренности, щедрости и верховной власти;
белый цвет (серебро)— символ чистоты, верности, открытости, надежности, доброты и мира.

## Первый флаг
Первый флаг муниципального образования Царицыно был утверждён 8 июня 2004 года.
Законом города Москвы от 11 апреля 2012 года № 11, муниципальное образование Царицыно было преобразовано в муниципальный округ Царицыно.

### Описание
«Флаг муниципального образования Царицыно представляет собой двустороннее, прямоугольное полотнище с соотношением сторон 2:3.
В пурпурном полотнище помещено белое стилизованное изображение верхней части ворот Царицынского парка, над которым помещено белое изображение большой императорской короны.
Габаритные размеры изображения короны составляют 9/40 длины и 3/8 ширины полотнища. Центр изображения равноудалён от боковых краёв полотнища и находится на расстоянии 1/4 ширины полотнища от его верхнего края.
Габаритные размеры изображения верхней части ворот Царицынского парка составляют 13/24 длины и 7/16 ширины полотнища. Центр изображения равноудалён от боковых краёв полотнища и находится на расстоянии 1/4 ширины полотнища от его нижнего края».

### Обоснование символики
Большая императорская корона символизирует благожелательное отношение императрицы Екатерины II к этим местам. Екатерина II, восхищённая красотой «дивной местности», приобрела её в 1776 году.
Стилизованное изображение верхней части ворот Царицынского парка символизирует наличие в Царицыно уникального исторического ансамбля дворцов и сооружений, наименование которого отразилось в названии муниципального образования.
Пурпурный «царский» цвет полотнища символизирует историческую принадлежность местности к царским землям.